# Gaston de Gerlache

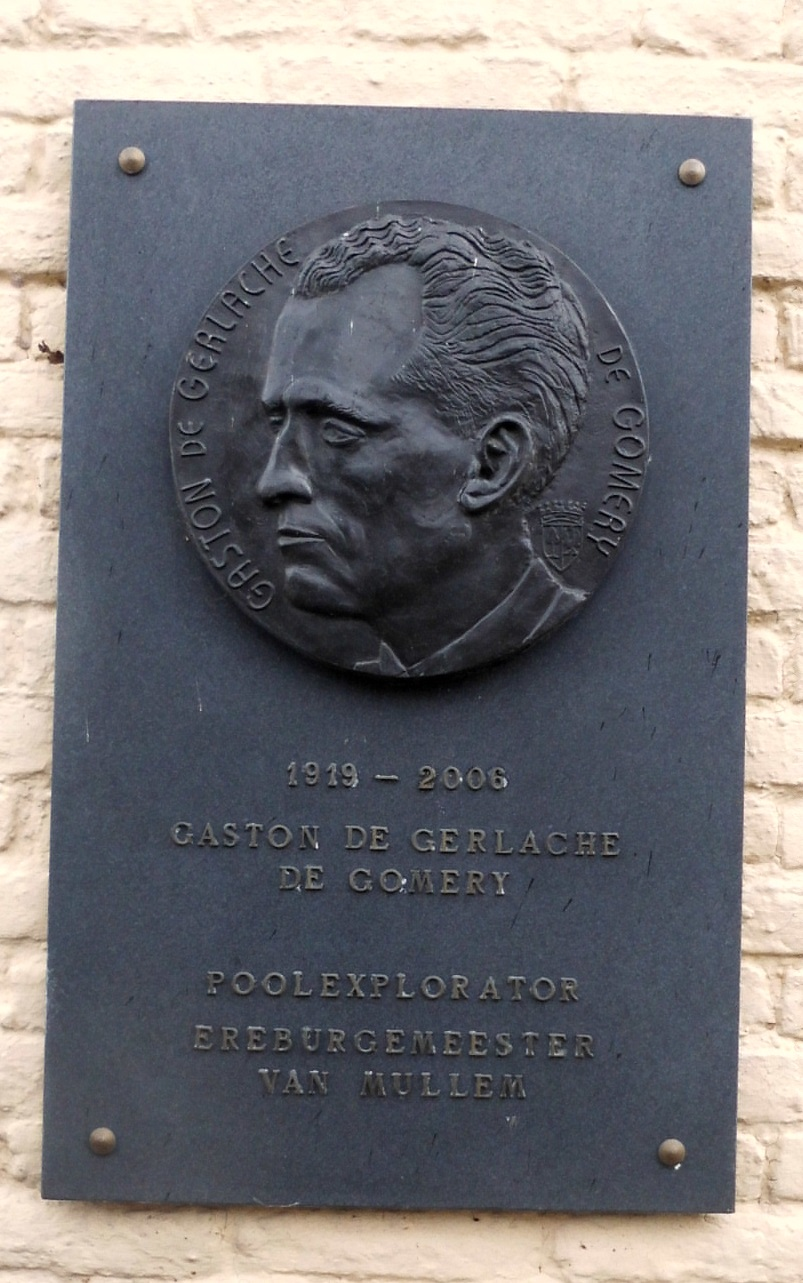
Deze herinnering is aangebracht aan de voormalige school in Mullem.

Baron Gaston de Gerlache de Gomery (Brussel, 17 november 1919 – Oudenaarde, 13 juli 2006) was een Belgisch ontdekkingsreiziger.
Hij was gehuwd met jonkvrouw Anne-Marie 'Lily' van Oost uit Huise (20 oktober 1923 - 2 maart 2020), met wie hij vijf kinderen kreeg.

## Levensloop
Gaston de Gerlache was de zoon van ontdekkingsreiziger en marineofficier Adrien de Gerlache.
Hij was officier in het Belgische leger toen de Tweede Wereldoorlog uitbrak. In mei 1940 werd hij krijgsgevangen genomen en in 1942 werd hij vrijgelaten. Hij ontsnapte naar Engeland, waar hij zich aansloot bij de Belgische strijdkrachten en een opleiding als piloot volgde bij Royal Air Force.
Na de oorlog bleef de Gerlache actief als reservepiloot. Hij werd doctor in de rechten en was beroepshalve juridisch adviseur.
Bekendheid verwierf hij wanneer hij in de voetsporen van zijn vader volgde door de tweede Belgische expeditie naar Antarctica te leiden in 1957-1958, 60 jaar nadat zijn vader de eerste leidde met de Belgica. Tijdens deze tweede expeditie, waarbij de Polarhav en de Polarsirkel hen naar Antarctica brachten, werd daar de Koning Boudewijnbasis opgericht. De bedoeling van de expeditie was tweeledig. Ten eerste wilde men wetenschappelijk onderzoek verrichten en verder wilde men Antarctica zelf ontdekken en in kaart brengen.
In 1960 publiceerde Gaston de Gerlache zijn reisverhaal in Retour dans l'antarctique. Het jaar daarop maakte hij een documentaire over zijn expeditie onder de naam Plein sud.
Tijdens de volgende expeditie, onder leiding van Guido Derom, werd een 2.400 meter hoge berg op Antarctica genoemd naar Gaston de Gerlache.
Hij woonde een tijdlang in het kasteel de Gerlache te Huise en was gedurende achttien jaar burgemeester van Mullem.
Hij overleed in 2006. Na zijn overlijden werd zijn stoffelijk overschot bijgezet in de familiegrafkelder op het kerkhof van Gomery, waar zich ook het familiekasteel bevindt.

## Onderscheidingen
Gaston de Gerlache was grootofficier in de Kroonorde, ridder in de Orde van het Heilig Graf van Jeruzalem
In oktober 2009 werd in aanwezigheid van zijn weduwe op het dorpsplein van Mullem een gedenkplaat onthuld van de hand van de Hasseltse kunstenaar Jos Carmans.